# الویس رجبچاج
الویس رجبچاج (انگلیسی: Elvis Rexhbeçaj؛ زادهٔ ۱ نوامبر ۱۹۹۷) بازیکن فوتبال اهل آلمان است.
از باشگاه‌هایی که در آن بازی کرده‌است می‌توان به باشگاه فوتبال وولفسبورگ اشاره کرد.